# Slavko Brinovec
Slavko Marjan Brinovec, slovenski športnik, profesor, pedagog, športni delavec in svetnik, * 25. april 1936, Kranj, † 13. januar 2022

## Zgodnje življenje
Izhaja iz trgovske družine v kateri sta bila oče Slavko in mati Sonja Kanduč oba trgovca, mati pa po 1945 letu gospodinja. V družini so se rodili štirje otroci, Slavko je bil rojen prvi.
Osnovno šolo je obiskoval v Kranju, prav tako gimnazijo, na katero je hodil od leta 1948 do 1955 in tudi maturiral. Po končani srednji šoli se je vpisal na Prirodoslovno matematično fakulteto. Študij je zaključil na novi Filozofski fakulteti leta 1961.
V zakonu z Ido Bavec sta se rodila dva sinova: Matjaž (1961) je programer, Marko (1967) pa certificiran svetovalec storitev.

## Dejavnosti
Kot mladenič se je vključil v športno življenje mesta. Najprej je začel s treniranjem plavanja in vaterpola. Sodeloval je v ekipi, ki je osvajala slovenska prvenstva in sodelovala na zveznih tekmovanjih. Po vrnitvi iz služenja vojske je večjo pozornost posvetil košarki. Treniral je tudi žensko ekipo, ki je pozneje igrala v zvezni ligi. Postal je  športni funkcionar. Od leta 1980 je vodil Samoupravno telesnokulturno skupnost. Na čelu te organizacije je bil dve mandatni obdobji do leta 1988. V drugem mandatu je bil celo predsednik samoupravne skupnosti. V tem času je Kranj dobil vrsto družbenih objektov, mnogi pa so bili tudi načrtovani. Po ukinitvi samoupravnih skupnosti je postal leta 1988 predsednik Zveze telesnokulturnih organizacij. Izpeljanih je bilo več akcij, ki so kranjski šport postavljale na najvišja mesta. Kranj je glede na velikost postal najbolj športno mesto v Sloveniji. Po reorganizaciji športa leta 1992 je postal predsednik Športne zveze Kranj.
Vodil je gradbeni odbor za pokriti zimski olimpijski bazen. Pri pripravi evropskega prvenstva v vaterpolu je bil član gradbenega odbora za letno kopališče. Za to delo je dobil državno nagrado na področju športa - Bloudkovo nagrado (stran 63). Še vedno dela v Akademskem vaterpolskem klubu Triglav. Pomagal je pri Evropskem prvenstvu v vaterpolu, pri Evropskem veteranskem prvenstvu, pri veteranskem prvenstvu v plavanju. Ob šestdeset letnici kluba je pripravil obsežno čez 300 strani obsegajočo barvno športno kroniko, Veličastnih šestdeset let kranjskega vaterpola, kar je eno najobsežnejših tovrstnih del v Sloveniji. Ob 40-letnici samostojnosti Vaterpolske zveze Slovenije pa zbornik v obsegu 540 strani. z naslovom Razvoj vaterpola v samostojni Sloveniji, ki ga je izdala Fakulteta za šport v Ljubljani.
Kot pomočnik ravnatelja Kranjske gimnazije se je trudil z ustanovitvijo športnega razreda. Hodil je od enega trenerja do drugega in jih spodbujal za vpis dijakov v ta oddelek. Končno je uspel. To je bil prvi športni oddelek Arhivirano 2019-12-30 na Wayback Machine. v slovenskih šola. Iz njega so izšli vsi prvaki Jugoslavije v plavanju, pa tudi iz nekaterih drugih športov. Na žalost se je eksperiment zaradi nezainteresiranosti trenerjev končal. Kljub vsemu je bilo leta 1990 na gimnaziji 63 dijakov s statusom športnika.
Razen v času služenja vojske (1961) v Banja Luki, je vedno živel v Kranju. Po končani diplomi je dobil prvo zaposlitev leta 1962 na Osnovni šoli Goriče, kje je nabiral prve pedagoške izkušnje in s svojim delom prispeval k boljši opremljenosti šole. Naslednje leto se je zaposlil na Osnovni šoli France Prešeren v Kranju, kje je delal deset let (1962-1971). Njegova šola je bila v Novinškovi zgradbi  v starem delu mesta, medtem pa so zgradili novo šolo po načrtih Stanka Kristla, v kateri so se odprle možnosti za boljši, sodobnejši pouk. V novi šoli je dobil učilnico s kabinetom in začel ustvarjati pogoje za sodobnejši pouk. V njej je zbral vse, kar je bilo tisti trenutek dosegljivo za pouk geografije v Jugoslaviji in njeni okolici. Postavil je geografsko učilnico, ki je bila vzor urejenosti.
Leta 1971 se je zaposlil kot profesor geografije na kranjski gimnaziji in to ostal do leta 1980, takrat je postal pomočnik ravnatelja gimnazije. Mesto pa je prevzel pod pogojem, da bo lahko nekaj ur poučeval in tako opravljal delo, za katerega je usposobljen. Tudi na gimnaziji se je najprej lotil opremljanja geografske učilnice. Izkušnje, ki si jih je pridobil v osnovni šoli in nove tehnologije so mu omogočile, da je postala učilnica idealna za uporabo takrat dosegljive učne tehnologije (diaprojektor, filmski projektor, grafoskop). Z dograditvijo novega trakta, je dobil novo učilnico, v katero je poleg sodobne zatemnitve pripeljal tudi televizijo ter računalnik. Ta učilnica in izkušnje pri poučevanju so ga pripeljale do magistrskega študija s temo Avdiovizualna sredstva pri pouku geografije s posebnim ozirom na grafoskop. Kot rezultat študija je tudi priročnik Prosojnice pri pouku, Državna založba Slovenije, Ljubljana 1987. Leta 1999 se je upokojil. Za svoje delo je prejel leta 1994 najvišjo nagrado na področju šolstva.
Zaradi zagnanosti pri izobraževalnem delu so nanj postali pozorni v stroki. Pedagoška akademije ga je povabila, da prevzame poučevanje Metodike pouka geografije in organizira vaje in nastope po šolah.  Predavanja iz tega predmeta in tudi prakso na šolah prevzame leta 1973. V način dela je vnesel novosti, ki jih je uvajal že na gimnaziji. Delo je opravljal do leta 1976, ko so na Pedagoški akademiji ukinili predmetna področja in se usmerili le v razredni pouk. Hkrati z ukinitvijo predmetnega pouka na Akademiji se pokaže potreba po kadrih na Filozofski fakulteti. Istega leta prevzame na oddelku za geografijo Filozofske fakultete Metodiko pouka geografije in vaje iz tega predmeta, kakor tudi prakse na šolah. Prva naloga je bila ustvariti pogoje za opravljanje dela.
Začela so se predavanja, ki so zahtevala aktivno vlogo študentov. Za svoje delo je kot prvi prejel Ilešičevo priznanje, ki ga stanovska organizacija daje za izobraževanje in uveljavitev geografije na Slovenskem.
Slavko Brinovec se je vključil tudi v izobraževanje učiteljev, ki ga je organiziral  Zavod Republike Slovenije za šolstvo. Zanje je pripravil programe štirih pedagoških delavnic, ki so zajele skoraj vse učitelje geografije. V slovenskih šolah je zavladal ustvarjalni nemir. Učitelji so začeli razmišljati, kako bi pouk popestrili, napravili nazornejši, kako bi povečali aktivnost učencev in z opazovanjem ter drugimi metodami terenskega dela spremenili pouk geografije. V ta namen je pripravil za učitelje geografije pedagoške delavnice. Vsebine teh delavnic so: Terensko delo, Video pri pouku geografije, Prosojnice pri pouku geografije, Uredimo si geografsko učilnico in kabinet. Vse delavnice so imele veliko praktičnega dela. Učitelji so spoznali metode in tudi primere drugačnega pouka geografije. Za vse te delavnice so izšli tudi priročniki, tako da so učitelji znanje pridobljeno na delavnicah tudi lahko preverjali na šolah. V teh delavnicah so sodelovali najmanj dvakrat vsi učitelji geografije v Sloveniji.
Sodeloval je tudi pri inovacijskih projektih Zavoda Republike Slovenije za šolstvo. Zadnji leta 1998 ima naslov: Organizacija in postavitev vzorčne učilnice za pouk geografije na šolah, ki imajo geografijo kot maturitetni predmet. Za Ministrstvo za šolstvo je pripravil projekt Uredimo si geografsko učilnico in kabinet. Z njim je definiral temeljne pogoje za opremljanje geografske  učilnice in možnosti postavitve normativov zanje. Zavod za šolstvo mu je za dolgoletno uspešno delo podelil diplomo.
Veliko se je ukvarjal z multimedijo pri pouku geografije in zanjo pripravil osem zgoščenk. To so: Geografija Evrope, Slovenija za osnovno šolo, Geografija Slovenije/Geography of Slovenia, Geografija Slovenije/Priročnik za učitelje, Nova geografija Slovenije/New Geography of Slovenia, Nova geografija Slovenije/priročnik za učitelje, Slovenija v sliki, Delajmo karte Slovenije ter dve turistični: Kranj, Prešernovo in univerzitetno mesto in Pojdimo po Kranju/Let's walk through Kranj. To je prvi resno načrtovani programi uvajanja računalnika v pouk geografije. Zgoščenke so bile začetek drugačnega pouka, ki so iz projekcije prešle na video tablo in sedaj na tablični računalnik. Mnogokrat v svojih stremljenjih ni bil razumljen. Posledica je, da se je miselni preskok pri pouku geografije ustavil in ga nihče ne nadaljuje. Kako plodno je bilo delo Slavka Brinovca, pa kaže čez 450 bibliografski enot, ki jih je ustvaril. Poleg učbenikov (169) in priročnikov so to tudi zgoščenke, prosojnice, učila in različni članki.
Posebne zasluge ima pri urejanju Geografskega obzornika, časopisa za geografsko vzgojo in izobraževanje v obdobju 1982 in 1991. Dejaven je bil tudi v okviru strokovnega združenja. V Geografskem društvu Slovenije je delal v mandatnem obdobju (1982/1984) in pozneje v Zvezi geografskih društev  Slovenije  (1984/1986) je bil njegov podpredsednik in vodja njegove šolske sekcije.
V tem času je aktivno sodeloval na vseh strokovnih posvetovanjih. Predsedoval je Gorenjskemu geografskemu društvu in odboru za pripravo 12. zborovanja slovenskih geografov v Kranju in na Bledu (1981). Leta 1980 je v Portorožu organiziral peti jugoslovanski simpozij o pouku geografije pod naslovom Modernizacija pouka geografije. Na 13. kongresu jugoslovanskih geografov je bil izvoljen za predsednika Jugoslovanske komisije za vzgojo in izobraževanje in v njenem imenu je pripravljal sedmi jugoslovanski seminar  pod naslovom Aktualizacija pouka geografije v Kranjski Gori 1991 leta, ki pa ni bil realiziran zaradi razpada Jugoslavije.
Brinovec je vse svoje izkušnje strnil v knjigi, ki je neke vrste življenjsko delo. Njegov priročnik Kako poučevati geografijo, pokriva pomembno vrzel v sami stroki. Knjiga se sicer ne izogiba različnim teoretičnim izhodiščem didaktike geografije, vendar je njena glavna vrednost v tem, da se loteva učiteljeve prakse. Priročnik je bil zanj tudi pisna znanstvena razprava kot pogoj za pridobitev doktorskega naslova. Z izjemo področja preverjanja in ocenjevanja znanja, ki se ga je avtor zaradi preobsežnosti tematike zavestno izognil, se v delu srečamo s tako rekoč z vsemi področji, ki «žulijo« učitelja – praktika.
Pokopan je v Kranju.